# Prowincja Pawia
Pawia (wł. Pavia, ofic. Provincia di Pavia) – prowincja we Włoszech. 
Nadrzędną jednostką podziału administracyjnego jest region (tu: Lombardia), a podrzędną jest gmina.
Liczba gmin w prowincji: 190.
Ważniejsze miasta obok stolicy prowincji Pawii to: Lomello, Mortara, Vigevano i Voghera.